# Comme un bateau, la mer en moins
Pour plus de détails, voir Fiche technique et Distribution.
Comme un bateau, la mer en moins est un film français, réalisé par Dominique Ladoge et sorti en 1992.
Le scénario, autobiographique, est écrit par le réalisateur, puis publié en 1992 aux éditions Gallimard dans la collection Pages Blanches. C'était son premier roman, se sera aussi son premier long métrage. Initialement destiné à la télévision et tourné en super 16 mm, le film obtiendra, après tournage, l'agrément cinématographique. Il recevra plusieurs prix dans des festivals internationaux tels  que Cannes, Berlin et Toronto. Sa diffusion en télévision intervient sur la chaîne Antenne 2 (dans la série Les Mercredis de la vie) début décembre 1992. Il sera rediffusé par la chaîne Arte en décembre 1995.

## Synopsis
Fin des années 1960, Fabien, 11 ans, vit dans une caravane avec sa mère et son père qui doit plusieurs fois par an suivre les chantiers de construction où il travaille. Fabien avait tissé des liens d'amitié dans une école du sud de la France, mais en cours d'année, il doit suivre ses parents dans une autre région.
Cette fois, il se retrouve dans le Nord, un choc pour ce garçon qui s'était habitué à la chaleur et la beauté des paysages du sud. Il arrive dans une école où il est le nouveau, tout de suite remarqué par son accent. Quand la bande des élèves dominants de la classe s’aperçoit qu'il vit dans une caravane, il est encore plus rejeté, traité de romanichel. Il subit des brimades, on lui vole ses affaires. Le maître ne le soutient pas, prenant ses actes de rébellion pour des actes d'indiscipline.
Dans l'univers morne des corons et des mineurs au chômage, il rencontre une bande de jeunes garçon, vrais gitans avec qui il fraternise bien que restant pour eux un gadjo. Réprimandé par son père pour sa conduite problématique à l'école, fuguant certains soirs avec les gitans, il se retrouve en plein désarroi et, après une nouvelle bagarre avec les durs de l'école, il fomente une vengeance par laquelle il retrouvera sa dignité.

## Fiche technique
- Titre : Comme un bateau, la mer en moins
- Réalisation : Dominique Ladoge
- Scénario : Dominique Ladoge
- Photographie : Étienne Fauduet
- Montage : Didier Ranz
- Ingénieur du son : Jean-Louis Ducarme
- Mixage : Gérard Lamps
- Musique : Michel Cœuriot
- Production : Belbo films, Jacques Fansten
- Pays d'origine :  France
- Langue : français
- Format : Couleurs  - Super 16 mm - 1,66:1 - Mono
- Genre : drame
- Durée : 91 minutes

## Distribution
- Mathias Le Ny : Fabien
- Patrick Fierry : père de Fabien
- Alexandra Vandernoot : mère de Fabien
- Jean-Pierre Bisson : l'instituteur, monsieur Burgère
- Jérémie Semonin : Karl, copain de Fabien
- Jean-Sébastien Peru : Étienne, bande des durs
- Vincent Klingbeil : Philippe, bande des durs
- Jacques Brillet de Cande : Eddy, bande des durs
- Jeffrey Ribier : José, jeune gitan
- Manuel Miguez : Faro, jeune gitan
- Liliane Ledun : directrice de l'école
- Stéphane Shandor : Jules Karchewski, mineur à la retraite
- Sabine Leroc : Pauline, amie de Fabien

## Distinctions
- Prix spécial du Jury du Festival Cannes Junior (1993)
- Grand Prix Festival International Londonderry 1993
- BAILLARD D'OR du meilleur scénario et Prix de la meilleure première œuvre de la Confédération Internationale des Cinémas d'Art et d'Essai -
- Festival International de Namur 1992
- Prix du jury CINEMAGIC Belfast 1993
- Prix UNICEF Festival International de Berlin 1993
- Grand Prix - Prix du meilleur acteur - Prix du meilleur réalisateur - Prix spécial du Jury Jeunesse Festival International de Poznań (Pologne) 1994
- Sélection officielle au Festival International du Film pour Enfants de Tel-Aviv 1993
- Selection officielle au Festival International de Toronto (Canada) 1992

## Autour du film
- Les extérieurs sont tournés au lycée Notre-Dame de Messine à Mons (Belgique) et dans la commune de Wallers[2].